# Comuna de Ślemień
Ślemień (polaco: Gmina Ślemień) é uma gminy (comuna) na Polónia, na voivodia de Santa Cruz e no condado de Żywiecki. A sede do condado é a cidade de Las.
De acordo com os censos de 2004, a comuna tem 3425 habitantes, com uma densidade 74,7 hab/km².

## Área
Estende-se por uma área de 45,87 km², incluindo:
- área agrícola: 37%
- área florestal: 58%

## Demografia
Dados de 30 de Junho 2004:
|                      | Total   | Total | Mulheres | Mulheres | Homens  | Homens |
| -------------------- | ------- | ----- | -------- | -------- | ------- | ------ |
|                      | pessoas | %     | pessoas  | %        | pessoas | %      |
| População            | 3425    | 100   | 1763     | 51,5     | 1662    | 48,5   |
| Densidade (pop./km²) | 74,7    | 100   | 38,4     | 38,4     | 36,2    | 36,2   |

De acordo com dados de 2002, o rendimento médio per capita ascendia a 1340,17 zł.

## Comunas vizinhas
- Andrychów, Gilowice, Łękawica, Stryszawa, Świnna